# Campeonato Mundial de Fórmula 1 de 1968
A Temporada de Fórmula 1 de 1968 foi a 19ª realizada pela FIA. Teve como campeão o britânico Graham Hill, da equipe Lotus.

## Equipes e pilotos
| Campeão     | Vice-campeão   | 3º Lugar     |
|             |                |              |
| Graham Hill | Jackie Stewart | Denny Hulme  |
| Lotus-Ford  | Matra-Ford     | McLaren-Ford |

| Equipe                                | Construtor      | Chassi(s)               | Motor                                                         | Pneus | Piloto               | Corridas      |
| ------------------------------------- | --------------- | ----------------------- | ------------------------------------------------------------- | ----- | -------------------- | ------------- |
| Bruce McLaren Motor Racing            | McLaren-BRM     | M5A                     | BRM P101 3.0 V12                                              | G     | Denny Hulme          | 1             |
| Bruce McLaren Motor Racing            | McLaren-Ford    | M7A                     | Ford Cosworth DFV 3.0 V8                                      | G     | Denny Hulme          | 2–12          |
| Bruce McLaren Motor Racing            | McLaren-Ford    | M7A                     | Ford Cosworth DFV 3.0 V8                                      | G     | Bruce McLaren        | 2–12          |
| Brabham Racing Organisation           | Brabham-Repco   | BT24 BT26               | Repco 740 3.0 V8 Repco 860 3.0 V8                             | G     | Jack Brabham         | Todas         |
| Brabham Racing Organisation           | Brabham-Repco   | BT24 BT26               | Repco 740 3.0 V8 Repco 860 3.0 V8                             | G     | Jochen Rindt         | Todas         |
| Brabham Racing Organisation           | Brabham-Repco   | BT24 BT26               | Repco 740 3.0 V8 Repco 860 3.0 V8                             | G     | Dan Gurney           | 5             |
| Team Lotus Gold Leaf Team Lotus       | Lotus-Ford      | 49 49B                  | Ford Cosworth DFV 3.0 V8                                      | F     | Jim Clark            | 1             |
| Team Lotus Gold Leaf Team Lotus       | Lotus-Ford      | 49 49B                  | Ford Cosworth DFV 3.0 V8                                      | F     | Graham Hill          | Todas         |
| Team Lotus Gold Leaf Team Lotus       | Lotus-Ford      | 49 49B                  | Ford Cosworth DFV 3.0 V8                                      | F     | Jackie Oliver        | 3–12          |
| Team Lotus Gold Leaf Team Lotus       | Lotus-Ford      | 49 49B                  | Ford Cosworth DFV 3.0 V8                                      | F     | Mario Andretti       | 9, 11         |
| Team Lotus Gold Leaf Team Lotus       | Lotus-Ford      | 49 49B                  | Ford Cosworth DFV 3.0 V8                                      | F     | Bill Brack           | 10            |
| Team Lotus Gold Leaf Team Lotus       | Lotus-Ford      | 49 49B                  | Ford Cosworth DFV 3.0 V8                                      | F     | Moisés Solana        | 12            |
| Anglo American Racers                 | Eagle-Weslake   | T1G                     | Weslake 58 3.0 V12                                            | G     | Dan Gurney           | 1, 3, 7–9     |
| Anglo American Racers                 | McLaren-Ford    | M7A                     | Ford Cosworth DFV 3.0 V8                                      | G     | Dan Gurney           | 10–12         |
| Honda Racing                          | Honda           | RA300 RA301 RA302       | Honda RA273E 3.0 V12 Honda RA301E 3.0 V12 Honda RA302E 3.0 V8 | F     | John Surtees         | Todas         |
| Honda Racing                          | Honda           | RA300 RA301 RA302       | Honda RA273E 3.0 V12 Honda RA301E 3.0 V12 Honda RA302E 3.0 V8 | F     | Jo Schlesser         | 6             |
| Honda Racing                          | Honda           | RA300 RA301 RA302       | Honda RA273E 3.0 V12 Honda RA301E 3.0 V12 Honda RA302E 3.0 V8 | F     | David Hobbs          | 9             |
| Scuderia Ferrari SpA SEFAC            | Ferrari         | 312/67 312/67/68 312/68 | Ferrari 242 3.0 V12 Ferrari 242C 3.0 V12                      | F     | Chris Amon           | 1–2, 4–12     |
| Scuderia Ferrari SpA SEFAC            | Ferrari         | 312/67 312/67/68 312/68 | Ferrari 242 3.0 V12 Ferrari 242C 3.0 V12                      | F     | Jacky Ickx           | 1–2, 4–10, 12 |
| Scuderia Ferrari SpA SEFAC            | Ferrari         | 312/67 312/67/68 312/68 | Ferrari 242 3.0 V12 Ferrari 242C 3.0 V12                      | F     | Andrea de Adamich    | 1             |
| Scuderia Ferrari SpA SEFAC            | Ferrari         | 312/67 312/67/68 312/68 | Ferrari 242 3.0 V12 Ferrari 242C 3.0 V12                      | F     | Derek Bell           | 9, 11         |
| Owen Racing Organisation              | BRM             | P115 P126 P133 P138     | BRM P101 3.0 V12 BRM P75 3.0 H16                              | G     | Pedro Rodríguez      | Todas         |
| Owen Racing Organisation              | BRM             | P115 P126 P133 P138     | BRM P101 3.0 V12 BRM P75 3.0 H16                              | G     | Mike Spence          | 1             |
| Owen Racing Organisation              | BRM             | P115 P126 P133 P138     | BRM P101 3.0 V12 BRM P75 3.0 H16                              | G     | Richard Attwood      | 3–8           |
| Owen Racing Organisation              | BRM             | P115 P126 P133 P138     | BRM P101 3.0 V12 BRM P75 3.0 H16                              | G     | Bobby Unser          | 9, 11         |
| Cooper Car Company                    | Cooper-Maserati | T81B T86                | Maserati 10/F1 3.0 V12                                        | F     | Brian Redman         | 1             |
| Cooper Car Company                    | Cooper-Maserati | T81B T86                | Maserati 10/F1 3.0 V12                                        | F     | Ludovico Scarfiotti  | 1             |
| Cooper Car Company                    | Cooper-BRM      | T86B                    | BRM P101 3.0 V12                                              | F     | Brian Redman         | 2, 4          |
| Cooper Car Company                    | Cooper-BRM      | T86B                    | BRM P101 3.0 V12                                              | F     | Ludovico Scarfiotti  | 2–3           |
| Cooper Car Company                    | Cooper-BRM      | T86B                    | BRM P101 3.0 V12                                              | F     | Lucien Bianchi       | 3–5, 8, 10–12 |
| Cooper Car Company                    | Cooper-BRM      | T86B                    | BRM P101 3.0 V12                                              | F     | Vic Elford           | 6–12          |
| Cooper Car Company                    | Cooper-BRM      | T86B                    | BRM P101 3.0 V12                                              | F     | Johnny Servoz-Gavin  | 6             |
| Cooper Car Company                    | Cooper-BRM      | T86B                    | BRM P101 3.0 V12                                              | F     | Robin Widdows        | 7             |
| Matra International                   | Matra-Ford      | MS9 MS10                | Ford Cosworth DFV 3.0 V8                                      | D     | Jackie Stewart       | 1, 4–12       |
| Matra International                   | Matra-Ford      | MS9 MS10                | Ford Cosworth DFV 3.0 V8                                      | D     | Johnny Servoz-Gavin  | 3, 9–10, 12   |
| Matra International                   | Matra-Ford      | MS9 MS10                | Ford Cosworth DFV 3.0 V8                                      | D     | Jean-Pierre Beltoise | 2             |
| Matra Sports                          | Matra-Ford      | MS7                     | Cosworth FVA 1.6 L4                                           | D     | Jean-Pierre Beltoise | 1             |
| Matra Sports                          | Matra           | MS11                    | Matra MS9 3.0 V12                                             | D     | Jean-Pierre Beltoise | 3–12          |
| Matra Sports                          | Matra           | MS11                    | Matra MS9 3.0 V12                                             | D     | Henri Pescarolo      | 10–12         |
| Team Gunston                          | Brabham-Repco   | BT20                    | Repco 620 3.0 V8                                              | F     | John Love            | 1             |
| Team Gunston                          | LDS-Repco       | Mk 3                    | Repco 620 3.0 V8                                              | F     | Sam Tingle           | 1             |
| Rob Walker/Jack Durlacher Racing Team | Cooper-Maserati | T81                     | Maserati 9/F1 3.0 V12                                         | F     | Jo Siffert           | 1             |
| Rob Walker/Jack Durlacher Racing Team | Lotus-Ford      | 49 49B                  | Ford Cosworth DFV 3.0 V8                                      | F     | Jo Siffert           | 2–12          |
| Joakim Bonnier Racing Team            | Cooper-Maserati | T81                     | Maserati 9/F1 3.0 V12                                         | F G   | Jo Bonnier           | 1             |
| Joakim Bonnier Racing Team            | McLaren-BRM     | M5A                     | BRM P101 3.0 V12                                              | F G   | Jo Bonnier           | 3–5, 7, 9–11  |
| Joakim Bonnier Racing Team            | Honda           | RA301                   | Honda RA301E 3.0 V12                                          | F G   | Jo Bonnier           | 12            |
| Scuderia Scribante                    | Brabham-Repco   | BT11                    | Repco 620 3.0 V8                                              | F     | Dave Charlton        | 1             |
| Team Pretoria                         | Brabham-Climax  | BT11                    | Climax FPF 2.8 L4                                             | F     | Jackie Pretorius     | 1             |
| John Love                             | Cooper-Climax   | T79                     | Climax FPF 2.8 L4                                             | F     | Basil van Rooyen     | 1             |
| Reg Parnell Racing                    | BRM             | P126                    | BRM P101 3.0 V12                                              | G     | Piers Courage        | 2–12          |
| Charles Vögele Racing                 | Brabham-Repco   | BT20                    | Repco 620 3.0 V8]]                                            | G     | Silvio Moser         | 3, 5, 7–9     |
| Caltex Racing Team                    | Brabham-Repco   | BT24                    | Repco 740 3.0 V8]                                             | D     | Kurt Ahrens Jr.      | 8             |
| Bayerische Motoren Werke AG           | Lola-BMW        | T102                    | BMW M12/1 1.6 L4                                              | D     | Hubert Hahne         | 8             |
| Bernard White Racing                  | BRM             | P261                    | BRM P101 3.0 V12                                              | G     | Frank Gardner        | 9             |
| Castrol Oils Ltd                      | Eagle-Climax    | T1F                     | Climax FPF 2.8 L4                                             | G     | Al Pease             | 10            |

## Resultados
| Prova | Grande Prêmio        | Data           | Local              | Vencedor       | Construtor   | Resumo   |
| ----- | -------------------- | -------------- | ------------------ | -------------- | ------------ | -------- |
| 1     | GP da África do Sul  | 1 de janeiro   | Kyalami            | Jim Clark      | Lotus-Ford   | Detalhes |
| 2     | GP da Espanha        | 12 de Maio     | Jarama             | Graham Hill    | Lotus-Ford   | Detalhes |
| 3     | GP de Mônaco         | 26 de Maio     | Monaco             | Graham Hill    | Lotus-Ford   | Detalhes |
| 4     | GP da Bélgica        | 9 de Junho     | Spa-Francorchamps  | Bruce McLaren  | McLaren-Ford | Detalhes |
| 5     | GP dos Países Baixos | 23 de Junho    | Zandvoort          | Jackie Stewart | Matra-Ford   | Detalhes |
| 6     | GP da França         | 7 de Julho     | Rouen-Les-Essarts  | Jacky Ickx     | Ferrari      | Detalhes |
| 7     | GP da Grã-Bretanha   | 20 de Julho    | Brands Hatch       | Jo Siffert     | Lotus-Ford   | Detalhes |
| 8     | GP da Alemanha       | 4 de Agosto    | Nürburgring        | Jackie Stewart | Matra-Ford   | Detalhes |
| 9     | GP da Itália         | 8 de Setembro  | Monza              | Denny Hulme    | McLaren-Ford | Detalhes |
| 10    | GP do Canadá         | 22 de Setembro | Mont-Tremblant     | Denny Hulme    | McLaren-Ford | Detalhes |
| 11    | GP dos EUA           | 6 de Outubro   | Watkins Glen       | Jackie Stewart | Matra-Ford   | Detalhes |
| 12    | GP do México         | 3 de Novembro  | Hermanos Rodriguez | Graham Hill    | Lotus-Ford   | Detalhes |

### Construtores
| Pos | Construtor      | Chassi              | Motor                                                                      | Pneu | Pontos | Vitórias | Pódios | Poles |
| --- | --------------- | ------------------- | -------------------------------------------------------------------------- | ---- | ------ | -------- | ------ | ----- |
| 1   | Lotus-Ford      | 49 49B              | Ford Cosworth DFV 3.0 V8 Ford Cosworth DFV 3.0 V8                          | F    | 75     | 5        | 9      | 5     |
| 2   | McLaren-Ford    | M7A                 | Ford Cosworth DFV 3.0 V8                                                   | G    | 56     | 3        | 6      |       |
| 3   | Matra-Ford      | MS7 MS9 MS10        | Ford Cosworth DFV 3.0 V8 Ford Cosworth DFV 3.0 V8 Ford Cosworth DFV 3.0 V8 | D    | 45     | 3        | 5      |       |
| 4   | Ferrari         | 312                 | Ferrari 242C 3.0 V12                                                       | F    | 37     | 1        | 5      | 4     |
| 5   | BRM             | P115 P126 P133 P138 | BRM P142 3.0 V12                                                           | G    | 28     |          | 4      |       |
| 6   | Cooper-BRM      | T86B                | BRM P142 3.0 V12                                                           | G    | 20     |          | 2      |       |
| 7   | Honda           | RA300 RA301         | Honda RA273E 3.0 V12 Honda RA301E 3.0 V12                                  | F G  | 14     |          | 2      | 1     |
| 8   | Brabham-Repco   | BT24 BT26           | Repco 740 Repco 860                                                        | G D  | 12     |          | 2      | 2     |
| 9   | Matra           | MS11                | Matra MS68                                                                 | D    | 8      |          | 1      |       |
| 10  | McLaren-BRM     | M5A                 | BRM P142 3.0 V12                                                           | G    | 3      |          |        |       |
| 11  | LDS-Repco       | Mk3B                | Repco 620                                                                  | F    |        |          |        |       |
| 12  | Eagle-Weslake   | T1G                 | Gurney-Weslake 58                                                          | G    |        |          |        |       |
| 13  | Cooper-Maserati | T81B                | Maserati Tipo 10/F1                                                        | F G  |        |          |        |       |
| 14  | Cooper-Climax   | T79                 | Climax FPF                                                                 | F    |        |          |        |       |
| 15  | Brabham-Climax  | BT11                | Climax FPF                                                                 | F    |        |          |        |       |
| 16  | Lola-BMW        | T102                | BMW M12/3 1.5 L4T                                                          | D    |        |          |        |       |

### Pilotos
A temporada de 1968 usou a fórmula de pontuação 9-6-4-3-2-1, sendo então, seis pontuados por corrida. Somente os cinco melhores resultados das primeiras corridas e os cinco melhores das seis corridas restantes contaram para o campeonato.
| Pos. | Piloto               | RSA | ESP | MON | BEL | NED | FRA | GBR | GER | ITA | CAN | USA | MEX | Pts. |
| ---- | -------------------- | --- | --- | --- | --- | --- | --- | --- | --- | --- | --- | --- | --- | ---- |
| 1    | Graham Hill          | 2   | 1   | 1   | Ret | 9   | Ret | Ret | 2   | Ret | 4   | 2   | 1   | 48   |
| 2    | Jackie Stewart       | Ret |     |     | 4   | 1   | 3   | 6   | 1   | Ret | 6   | 1   | 7   | 36   |
| 3    | Denny Hulme          | 5   | 2   | 5   | Ret | Ret | 5   | 4   | 7   | 1   | 1   | Ret | Ret | 33   |
| 4    | Jacky Ickx           | Ret | Ret |     | 3   | 4   | 1   | 3   | 4   | 3   |     |     | Ret | 27   |
| 5    | Bruce McLaren        |     | Ret | Ret | 1   | Ret | 8   | 7   | 13  | Ret | 2   | 6   | 2   | 22   |
| 6    | Pedro Rodríguez      | Ret | Ret | Ret | 2   | 3   | NC  | Ret | 6   | Ret | 3   | Ret | 4   | 18   |
| 7    | Jo Siffert           | 7   | Ret | Ret | 7   | Ret | 11  | 1   | Ret | Ret | Ret | 5   | 6   | 12   |
| 8    | John Surtees         | 8   | Ret | Ret | Ret | Ret | 2   | 5   | Ret | Ret | Ret | 3   | Ret | 12   |
| 9    | Jean-Pierre Beltoise | 6   | 5   | Ret | 8   | 2   | 9   | Ret | Ret | 5   | Ret | Ret | Ret | 11   |
| 10   | Chris Amon           | 4   | Ret |     | Ret | 6   | 10  | 2   | Ret | Ret | Ret | Ret | Ret | 10   |
| 11   | Jim Clark            | 1   |     |     |     |     |     |     |     |     |     |     |     | 9    |
| 12   | Jochen Rindt         | 3   | Ret | Ret | Ret | Ret | Ret | Ret | 3   | Ret | Ret | Ret | Ret | 8    |
| 13   | Richard Attwood      |     |     | 2   | Ret | 7   | 7   | Ret | 14  |     |     |     |     | 6    |
| 14   | Johnny Servoz-Gavin  |     |     | Ret |     |     | Ret |     |     | 2   | Ret |     | Ret | 6    |
| 15   | Jackie Oliver        |     |     | Ret | 5   | NC  |     | Ret | 11  | Ret | Ret | DNS | 3   | 6    |
| 16   | Ludovico Scarfiotti  | Ret | 4   | 4   |     |     |     |     |     |     |     |     |     | 6    |
| 17   | Lucien Bianchi       |     |     | 3   | 6   | Ret |     |     | Ret |     | NC  | Ret | Ret | 5    |
| 18   | Vic Elford           |     |     |     |     |     | 4   | Ret | Ret | Ret | 5   | Ret | 8   | 5    |
| 19   | Brian Redman         | Ret | 3   |     | Ret |     |     |     |     |     |     |     |     | 4    |
| 20   | Piers Courage        |     | Ret | Ret | Ret | Ret | 6   | 8   | 8   | 4   | Ret | Ret | Ret | 4    |
| 21   | Dan Gurney           | Ret |     | Ret |     | Ret |     | Ret | 9   | Ret | Ret | 4   | Ret | 3    |
| 22   | Jo Bonnier           | Ret |     | DNQ | Ret | 8   |     | Ret |     | 6   | Ret | Ret | 5   | 3    |
| 23   | Jack Brabham         | Ret | DNS | Ret | Ret | Ret | Ret | Ret | 5   | Ret | Ret | Ret | 10  | 2    |
| 24   | Silvio Moser         |     |     | DNQ |     | 5   |     | NC  |     | DNQ |     |     |     | 2    |
| 25   | Henri Pescarolo      |     |     |     |     |     |     |     |     |     | Ret | DNS | 9   | 0    |
| 26   | John Love            | 9   |     |     |     |     |     |     |     |     |     |     |     | 0    |
| 27   | Hubert Hahne         |     |     |     |     |     |     |     | 10  |     |     |     |     | 0    |
| 28   | Kurt Ahrens Jr.      |     |     |     |     |     |     |     | 12  |     |     |     |     | 0    |
| —    | Jackie Pretorius     | NC  |     |     |     |     |     |     |     |     |     |     |     | 0    |
| —    | Derek Bell           |     |     |     |     |     |     |     |     | Ret |     | Ret |     | 0    |
| —    | Mario Andretti       |     |     |     |     |     |     |     |     | DNS |     | Ret |     | 0    |
| —    | Bobby Unser          |     |     |     |     |     |     |     |     | DNS |     | Ret |     |      |
| —    | Andrea de Adamich    | Ret |     |     |     |     |     |     |     |     |     |     |     | 0    |
| —    | Dave Charlton        | Ret |     |     |     |     |     |     |     |     |     |     |     | 0    |
| —    | Mike Spence          | Ret |     |     |     |     |     |     |     |     |     |     |     | 0    |
| —    | Basil van Rooyen     | Ret |     |     |     |     |     |     |     |     |     |     |     | 0    |
| —    | Sam Tingle           | Ret |     |     |     |     |     |     |     |     |     |     |     | 0    |
| —    | Robin Widdows        |     |     |     |     |     |     | Ret |     |     |     |     |     | 0    |
| —    | David Hobbs          |     |     |     |     |     |     |     |     | Ret |     |     |     | 0    |
| —    | Bill Brack           |     |     |     |     |     |     |     |     |     | Ret |     |     | 0    |
| —    | Moises Solana        |     |     |     |     |     |     |     |     |     |     |     | Ret | 0    |
| —    | Frank Gardner        |     |     |     |     |     |     |     |     |     |     |     | DNQ | 0    |
| Pos. | Piloto               | RSA | ESP | MON | BEL | NED | FRA | GBR | GER | ITA | CAN | USA | MEX | Pts. |

| Cor        | Resultado             |
| ---------- | --------------------- |
| Ouro       | Vencedor              |
| Prata      | 2.º lugar             |
| Bronze     | 3.º lugar             |
| Verde      | Terminou, nos pontos  |
| Azul       | Terminou, sem pontos  |
| Púrpura    | Ret – Retirou-se      |
| Vermelho   | NQ – Não qualificado  |
| Preto      | DSQ – Desqualificado  |
| Branco     | NL – Não largou       |
| Branco     | C – Corrida cancelada |
| Azul claro | AT – Apenas Treino    |
| Sem cor    | NP – Não participou   |
| Sem cor    | Les – Lesionado       |
| Sem cor    | EX – Excluído         |

- Em negrito indica pole position e em itálico indica volta mais rápida.